# Höstkojtjärnen
Höstkojtjärnen är en sjö i Vilhelmina kommun i Lappland och ingår i Ångermanälvens huvudavrinningsområde. Höstkojtjärnen ligger i Vojmsjölandet Natura 2000-område.